# Doubtful (rivière)
La rivière Doubtful  (en anglais : Doubtful River) est un cours d'eau de la région de  Canterbury dans l’Île du Sud de la Nouvelle-Zélande.

## Géographie
Elle prend naissance près du ‘Mont Barron’ et s’écoule vers le sud puis vers le sud-est à travers le  Parc Forestier du Lac Sumner, atteignant la rivière Boyle à 40 km à l’ouest de la ville de Hanmer Springs. La chaîne de « Doubtful Range » siège au sud. La rivière Doubtless et le torrent “Devilskin Stream” sont des affluents entrant par le nord.
Le  Department of Conservation maintient en état un sentier de randonnée le long des berges de la rivière avec des routes partant vers le nord  et le sud. Un refuge est disponible pour les randonneurs près de la jonctions avec le torrent « Devilskin Stream » et la rivière Doubtless.